# Walther Erbacher
Walther Erbacher (* 18. August 1940 in Karlsruhe) ist ein deutscher Komponist und Hochschullehrer.
Er studierte an der Hochschule für Musik Karlsruhe Komposition bei Jacques Wildberger, auch bei Olivier Messiaen und Humphrey Searle, Musiktheorie bei Eugen Werner Velte, dazu Musikwissenschaft im Rahmen des Schulmusikstudiums, sowie Musikkritik. 1967 legte er die Künstlerische Reifeprüfung für Komposition und die Staatliche Prüfung als Musiktheorielehrer ab.

## Wirken
In den späten 1960er Jahren war Erbacher für einige Jahre als freier Musikjournalist für Presse und Rundfunk tätig, danach von 1970 bis 1974 als Assistent für Musikwissenschaft an der Universität Karlsruhe. Von 1971 bis 2005 lehrte Erbacher an der Hochschule für Musik Karlsruhe Musiktheorie und Analyse, von 1973 bis 1984 außerdem Tonsatz an der Hochschule für Musik und Darstellende Kunst Stuttgart. Parallel dazu arbeitete er von 1967 bis 2005 als Gymnasiallehrer.
Erbacher ist Experte und Vertreter der Neuen Musik. Während des Studiums wie auch in den unmittelbaren Folgejahren war Erbacher mehrmaliger Stipendiat des Landes Baden-Württemberg für die Darmstädter Ferienkurse, dabei auch mit Aufführungen eigener Stücke. 1967 erhielt er den Förderpreis der Stadt Stuttgart. Anlässlich der „Kölner Kurse für Neue Musik“ 1969 mit Mauricio Kagel drehte Erbacher im WDR einen experimentellen Fernsehfilm („Musik und Bild“).
1974 leitete Günter Bialas den Oberschlesischen Komponistenpreis an Erbacher weiter, verbunden mit der Auflage, dass er Kontakte während des Warschauer Herbstes über den Eisernen Vorhang hinweg von der BRD nach Polen, besonders zu oberschlesischen Komponisten knüpft.
Aktive Teilnahme an mehreren Kongressen, u. a. an den Internationalen Orgelkongressen an der Gnessin-Musikakademie in Moskau (1995, 2006 und 2007) mit den Referatsschwerpunkten der neurophysiologischen Probleme beim Komponieren von Zeitvorgängen. Diese erstmals 1995 vorgestellten Grundgedanken führten zu einem in mehrjähriger Arbeit entstandenen Buch über „Das Zeitproblem in der Musik“ (Veröffentlichung Juni 2021).
Erbacher hat bis jetzt an die 60 Stücke nahezu aller Gattungen und Besetzungen komponiert.

## Kritik
„Aus einer kritisch-bewussten Fragehaltung heraus greift Walther Erbacher vor allem Erkenntnisse aus den Naturwissenschaften auf, denen er jeweils musikalische Transformationen zur Seite stellt, die seine ihm eigene Stilistik – von der großformalen Anlage bis in die Binnenstrukturen hinein – wesentlich mitbestimmen. Daher muss sich einer Analyse seiner Werke auch auf Termini einlassen, die vornehmlich der Physik angehören: z. B. Entropie als Zustandsgröße thermodynamischer Systeme und Maß für die Irreversibilität der in ihnen ablaufenden Prozesse und der in ihnen wirkenden   Z e i t   als Faktoren, die als Geheimnis das Wesen des Lebendigen in gegenseitiger Bedingtheit mitbestimmen, wie auch Chaos und Ordnung, Zerfall und Entwicklung.“

## Werke
- Mobile für Klavier (1962) op.1
- Quintett für Fl., Klar. (B), Hf., Gg., Cello (1962/63)  op. 2
- 1. Orchesterstück (1963/64) op. 3
- 1. Streichquartett (1963/64) op. 4 - zwei Sätze [unbez.]
- Elegie ... für Solo-Bratsche und kleine Kammerbesetzung (1966) op. 5
- ... Gesänge ... für Sopran und Klavier [Orgel] (1969) op. 6
- Ihr seid das Licht der Welt (Matth. 5, 14) für 16 Vokalsolisten (4, 4, 4, 4) (1969) op. 7
- Aura onomatopoetica für 16 Vokalstimmen (4, 4, 4, 4) (1966/1969) op. 8
- EIDOS für Ensemble, Zweiseitenbandmodulator, Regler und Filter (1967/70) op. 9
- ... auf trümmerbedeckten Straßen ...  ein Musikkonzept (1970) op. 10
- ... z. B. Lauda eroica missa est (sit) ... (1969 - 73) op. 11
- Modul für Frauenstimme, große Querflöte, Geige, Cello und Live-Electronic (1974) op. 12
- Term für einen Cellisten (1973) op. 13
- Streichtrio נגינה nögináh (hebr. = Betonung)  (1984/85)  op. 14
- Numeri, Sätze (1975,1979) op. 15
- Buch des Lebens (1989) op. 16
- Simul für Klavier, zwei Sinusgen., Zweiseiten-BM, Regler und Filter (1974/75) op. 17
- Spieltypen für mechanische Orgel (1971) op. 18
- Wassermusik Nr. 3 für einen Posaunisten (1973) op. 19
- Mimics für Gruppe mit Live-Electr. u. Gr. Orch.; musikalisches Theater (1973/74) op. 20
- Multipel für Gruppe mit Live-electronic und Großes Orchester (1973) op. 21
- Posaunenchor für Blechblasinstrumente (1974) op. 22
- jad/niguním, Stimmen hören, für Opernensemble (1989) op. 23
- Retro (1975/76) op. 24
- Bläserquintett in zwei Abteilungen (1976; 84/85) op. 25
- Vier gemischte Chöre (S/A/T/B, jede Stimme zweigeteilt) (1976) op. 26
- Kultur-Chöre (1978/79) op. 27
- משמים mischamajim (hebr., dt. vom Himmel) (1980 - 82) op. 28
- Porträts, Sätze für Oboe, Oboe d’amore, Englisch Horn und Fagott (1989) op. 29
- Szenario für spielende Sänger (1989) op. 30
- Gerlinger Chorbuch – Luther-Lieder für (i. d. R.) vierst. (Kirchen-) Chor (1983) op. 31
- 2. Streichquartett (1984/ 85) in einem Satz op. 32
- Klaviersonate (1986 - 90) op. 33
- Bittere Wasserzeichen, ein Zyklus für Frauenstimme(n) und Klavier (1990) op. 34
- Zertrümmerte Zeit, ein Zyklus für hohe Männerstimme und Klavier (1992) op. 35
- Klavierkonzert für ein bis mehrere Klaviere op. 36
- שיר השירים Das Lied der Lieder (Das Hohelied), (Schlomo, L. Marx) op. 37
- Etyms, Sätze (1992) op. 38
- 3. Streichquartett „gestalten“ (1993; 99) op. 39
- 1. Orgelsonate „sequenzieren“ (1995/96/2004) op. 40
- Weiße fliegende Mäntel, 8 Zeitbilder aus ZETTEL’S TRAUM von A. Schmidt, (1998) op. 41
- Auf der Lichtung, ein Gedicht von C. Wagner m. Instr. u. Sprecher (1998) op. 42
- et ensuite? ... (und was dann? ...) (2000) op. 43
- Halo, Ensembles (1998/99) op. 44
- 2. Orgelsonate „Nun bitten wir den Heiligen Geist“ (1999) op. 45
- 3. Orgelsonate „Fraktale“ (2000) op. 46
- Cembalosonate „Zeitpalindrome“ (2000) op. 47
- Hesse-Zyklus mit Christian Wagner (2001) op. 48
- ... ein Zauber stärker als alles Entstehen und Vergehen, Septett (2001) op. 49
- Erinnerungen hinter der Erinnerung, Ged. von C. Wagner für Harfe und Spr. (2002) op. 50
- inmitten, Sonate für Bratsche, Waldhorn und Orgel (2002) op. 51
- Mörike, Eduard – Dichter, ein prozedierendes Zeitpalindrom (2003/04) op. 52
- 4. Orgelsonate „variable“ (2004) op. 53
- dohan, absurdes Theater mit Bratsche, Klavier und Publikum (2005) op. 54
- XXI. Aphorismus der Naturphilosophie von F. W. J. Schelling (2004/05) op. 55
- Zeitflut, Septett für Altfl. (G), Kl. (A), Vibra., Hf., Klav., Br., Vc. (2006) op. 56
- Die vier weißen Wände der Welt, Trio für Kl., Harfe und Vibr. (2005–2017) op. 57
- Glockenstaub, 5. Orgelsonate (2006/7) op. 58
- ... und ich sage ja zu Heisenberg für Trompete u. Orgel  (2012) op. 59
- Kreisende Kreise (2016) tiefe Frauenstimme u. reson. Kl. op. 60
- 2. Klaviersonate, Steininger (2016/17) op. 61
- Die Windsbraut für Klavier (2016/17) op. 62
- MobileSonate, 3. Klaviersonate (2017/18) op. 63
- Verlust und Beständigkeit – „Es ist da etwas gesagt, …“ Gr. Orc. (2017/18) op. 64

### Bearbeitungen
- Johann Sebastian Bach: Kunst der Fuge, Contrapunctus XIX, Einrichtung für Kammerorchester mit vier Gesangssoli (1984)